# Patent troll
Un patent troll (en français « troll des brevets », ou plus rarement « chasseur de brevets ») est, dans le domaine de la propriété intellectuelle et plus précisément dans celui de la concession de licences (licensing), une société ou une personne physique qui utilise la concession de licence et le litige de brevets comme principale activité économique.
Cette notion fait aujourd'hui l'objet de nombreux articles universitaires, ce qui s'accompagne d'un usage de plus en plus fréquent par les cours de justice.

## Étymologie
La dénomination « patent troll » a été utilisée dès 1993 pour décrire les entreprises qui intentent de multiples procès pour violation de brevet d'invention. L'expression a été popularisée par Peter Detkin en 2001 lorsqu'il travaillait pour Intel.

## Activité

### Pour ses détracteurs
Ce type de société est plus communément qualifié de Non Practicing Entity (NPE) (« personne morale sans activité ») car leur principale caractéristique est de ne produire aucun bien ni service.
Selon Christian Derambure, du cabinet de conseil en propriété intellectuelle Egyp, « Les patent trolls n'inventent rien, ne fabriquent rien: ils accumulent les brevets rachetés à des particuliers ou à des sociétés dans le seul but d'engager des procédures contre les entreprises accusées de contrefaçon. »
Ce modèle s'apparente à du chantage : la société acquiert un ou plusieurs brevets qu'elle n'exploite pas elle-même. Elle cherche ensuite à contracter des licences d'exploitations de ses titres de propriété auprès des entreprises produisant les biens ou les services, en les menaçant d'une assignation devant un tribunal pour contrefaçon des dits brevets. Cette action est souvent basée sur des brevets litigieux dont la solidité juridique laisse à désirer. Ainsi, une majeure partie des contentieux impliquant des patent trolls ont pour fondement des brevets portant sur des logiciels ou des business methods. Leurs cibles peuvent être de grandes entreprises comme de petites entreprises technologiques ne pouvant pas réunir les fonds nécessaires pour un procès.
Les sociétés paient souvent car au pire le patent troll obtient l'interdiction d'utiliser la technologie revendiquée dans les brevets, au mieux les frais de justice sont bien supérieurs à ce qui est demandé, même si le procès est gagné. L'activité des patent trolls se limite à l'acquisition, la valorisation et la vente de brevets. Ainsi les patent trolls prospèrent essentiellement aux États-Unis, où les frais nécessaires pour la poursuite d'une action en justice sont extrêmement élevés, et surtout où le gagnant d'une affaire ne peut se voir rembourser ses frais de procédure même en cas d'abus du plaignant.
Les patent trolls peuvent aussi être rémunérés pour protéger une société contre les autres patent trolls. Si un autre patent troll attaque en justice cette société, le patent troll protecteur contre-attaque au moyen d'autres brevets. Les patent trolls se mettent alors d'accord pour régler à l'amiable ce genre de situation.
De plus en plus d'entreprises fabricantes ont recours aux services des NPE afin de valoriser de façon agressive leur portefeuilles de brevets, et par la même occasion obtenir des licences croisées des portefeuilles détenus par les NPE[réf. nécessaire].
La réforme actuelle[Quand ?] de la réglementation sur les brevets aux États-Unis suscite un débat sur le rôle de ces pratiques.
En 2006, la société RIM, fabricant les téléphones mobiles BlackBerry, a versé 612,5 millions de dollars à la société NTP afin de stopper un contentieux engagé devant les tribunaux américains.
Les patent trolls opèrent en effet très majoritairement aux États-Unis d'Amérique, où la complexité et le coût important des procédures judiciaires rendent possibles des situations où il est préférable de payer plutôt que d'aller devant les tribunaux[réf. nécessaire]. Cette pratique s’observe également en Europe ; en atteste le litige opposant en Allemagne les sociétés Nokia et HTC face à la société IPCom.
Pour contrer cet abus, une réflexion globale sur la finalité et la fonction du droit de brevet tel qu’il est perçu aujourd’hui semble nécessaire.
En mars 2015, l’AAU (Association des universités américaines) et l’APLU (Association des universités publiques et subventionnées) ont décidé de recommander la mise en œuvre par les organismes membres de politiques institutionnelles leur interdisant de travailler avec les patent trolls, afin de réaffirmer la prééminence de l'intérêt public dans les opérations de transfert technologique des universités[réf. nécessaire].

### Pour ses défenseurs
Les stratégies des patent trolls sont légales, il ne s'agit que du droit offert à tout propriétaire de faire respecter le monopole d'exploitation qui lui est conféré par l'obtention du brevet[réf. nécessaire].